# Будите попут мале деце
Будите попут мале деце је честа тема Исусових изрека забележених како у канонским тако и неканонским јеванђељима.
Исус је постајање дететом наводио као услов за улазак у царство небеско.

## Тумачења
Традиционална хришћанска тумачења обично наглашавају дечју невиност и чистосрдачно поверење, али постоје и другачија тумачења која наглашавају дечју радозналост и љубопитљивост.